# Генріх Феліс
Генріх Феліс (нім. Heinrich Fehlis; 1 листопада 1906, Вульфтен, Німецька імперія — 11 травня 1945, Порсгрунн, Норвегія) — німецький юрист, командир поліції безпеки і СД в Норвегії (з осені 1940 і до кінця Другої світової війни), Оберфюрер СС , оберст поліції і урядовий радник.

## Біографія
З 1926 по 1931 рік вивчав право і політологію в університетах Марбурга, Берліна і Бонна. Доктор права з 1935 року. Адвокат.
З квітня 1933 року - член штурмових загонів. У 1935 році вступив в НСДАП і СС.
З червня 1935 року Феліс працював першим помічником уряду, з березня 1936 року — державний експерт гестапо Берліна. З квітня 1937 року був підпорядкований безпосередньо головному офісу СД. З вересня 1937 року — один з керівників СД на південному заході Рейху, був заступником начальника гестапо в Штутгарті.
Учасник операцій поліції безпеки під час анексії Австрії та Судетської області (1938).
Під час датсько-норвезької операції в 1940 році брав активну участь в діяльності айнзацгруп, воєнізованих ескадронів смерті нацистської Німеччини, які здійснювали масові вбивства цивільних осіб на окупованих територіях країн Європи.
У листопаді 1940 року змінив Вальтера Шталекера на посаді командира поліції безпеки і СД в Норвегії. Тоді ж, очолив аналогічні структури в Осло (до лютого 1945). Працював під безпосереднім керівництвом Рейнгарда Гейдріха, Ернста Кальтенбруннера і Йозефа Тербофена.
Активний провідник націонал-соціалістичної расової ідеології та політики нацистської Німеччини (1939-1945) по масовому знищенню «неповноцінних» народів і етнічних груп.
Після капітуляції Німеччини 8 травня 1945 роки намагався втекти з Осло, переодягнувшись в уніформу лейтенанта вермахту з гірського корпусу «Норвегія», але був заарештований британськими військами. Під час арешту застрелився 11 травня 1945.

## Звання
- Штурмбаннфюрер СС (вересень 1938)
- Оберштурмбаннфюрер СС і урядовий радник[3] (січень 1941)
- Штандартенфюрер СС (вересень 1941)
- Оберст поліції (квітень 1942)
- Оберфюрер СС (червень 1944)

## Нагороди[3]
- Медаль «За вислугу років у НСДАП» в бронзі (10 років) (1943)
- Медаль «За вислугу років у поліції» 3-го ступеня (8 років)